# The Lemon Song
The Lemon Song — третья песня со второго альбома британской рок-группы Led Zeppelin Led Zeppelin II.
Официально авторы — четверо участников коллектива — Джимми Пейдж, Роберт Плант, Джон Пол Джонс и Джон Бонэм, однако фактически если не автором, то соавтором песни является блюзовый исполнитель Хаулин Вулф (Chester Burnett), песня которого «Killing Floor» легла в основу композиции.
«Лимон» — это типичный блюзовый эвфемизм, означает «половые органы» или же «мулат». В песне герой просит неизвестную женщину «сжать его лимон, пока сок не побежит по ногам» 

squeeze (my lemon) 'til the juice runs down my leg
 Автором текста в этой части песни фактически является ещё один блюзовый исполнитель Роберт Джонсон c его композицией «Travelling Riverside Blues».
«Killing Floor» впервые звучала на первых гастролях Led Zeppelin по США в 1968—1969 годах. В 1969 году группа играла её ещё на двух гастролях, на которых она в конце концов приобрела вид, близкий к варианту из Led Zeppelin II.